# Cenaida Uribe
Cenaida Cebastina Uribe Medina (Lima, 2 de diciembre de 1965) es una exvoleibolista y política peruana. Destacada figura del vóley peruano donde participó en los Juegos Olímpicos de Seúl 1988 junto a la mejor generación de voleibolistas del Perú. En el ámbito político, ejerció como congresista de la república durante dos periodos. 

## Biografía
Nació en el distrito de Independencia, ubicado en la ciudad de Lima, el 2 de diciembre de 1965.
Estudió la carrera de Derecho en la Universidad de San Martín de Porres y cuenta con un diplomado en Pequeña y Mediana Empresa en el Instituto San Ignacio de Loyola. Se desempeñó como gerente deportivo de vóleibol en la Universidad de San Martín de Porres y es entrenadora de vóleibol titulada. Asimismo, integró el Comité Ejecutivo del Comité Olímpico Peruano en el período 2013 - 2016.

## Trayectoria deportiva
Desde muy joven se empeñó en el vóley y logró clasificar a la Federación Peruana de Voleibol.
Fue subcampeona mundial juvenil en México 1981.
Fue integrante de la mejor generación de voleibolistas del Perú. El resultado más sobresaliente obtenido por Cenaida Uribe fue la medalla de plata alcanzada con la selección en los Juegos Olímpicos de Seúl 1988, perdiendo el partido final contra la antigua Unión Soviética, con marcador de 3 a 2 (17-15 el último set). Conquistó el campeonato sudamericano de mayores en Curitiba 1989, Montevideo 1987 y Caracas 1985, y alcanzó el tercer puesto en el Mundial de Checoslovaquia 1986.

### Clubes
| Club             | País   | Desde | Hasta |
| Divino Maestro   | Perú   | 1980  | 1988  |
| San Lazzaro      | Italia | 1988  | 1989  |
| Imet Perugia     | Italia | 1989  | 1990  |
| Caltagirone      | Italia | 1990  | 1991  |
| Sumirago Varese  | Italia | 1991  | 1993  |
| Voley Bari       | Italia | 1993  | 1994  |
| Sipesa Juventus  | Perú   | 1994  | 1994  |
| Rio Casa Mia     | Italia | 1994  | 1995  |
| Florentina Vóley | Italia | 1995  | 1996  |

#### Palmarés
- 1985: Campeona Sudamericano Caracas     Uribe declarando a la prensa desde el Congreso de la República en febrero de 2012.

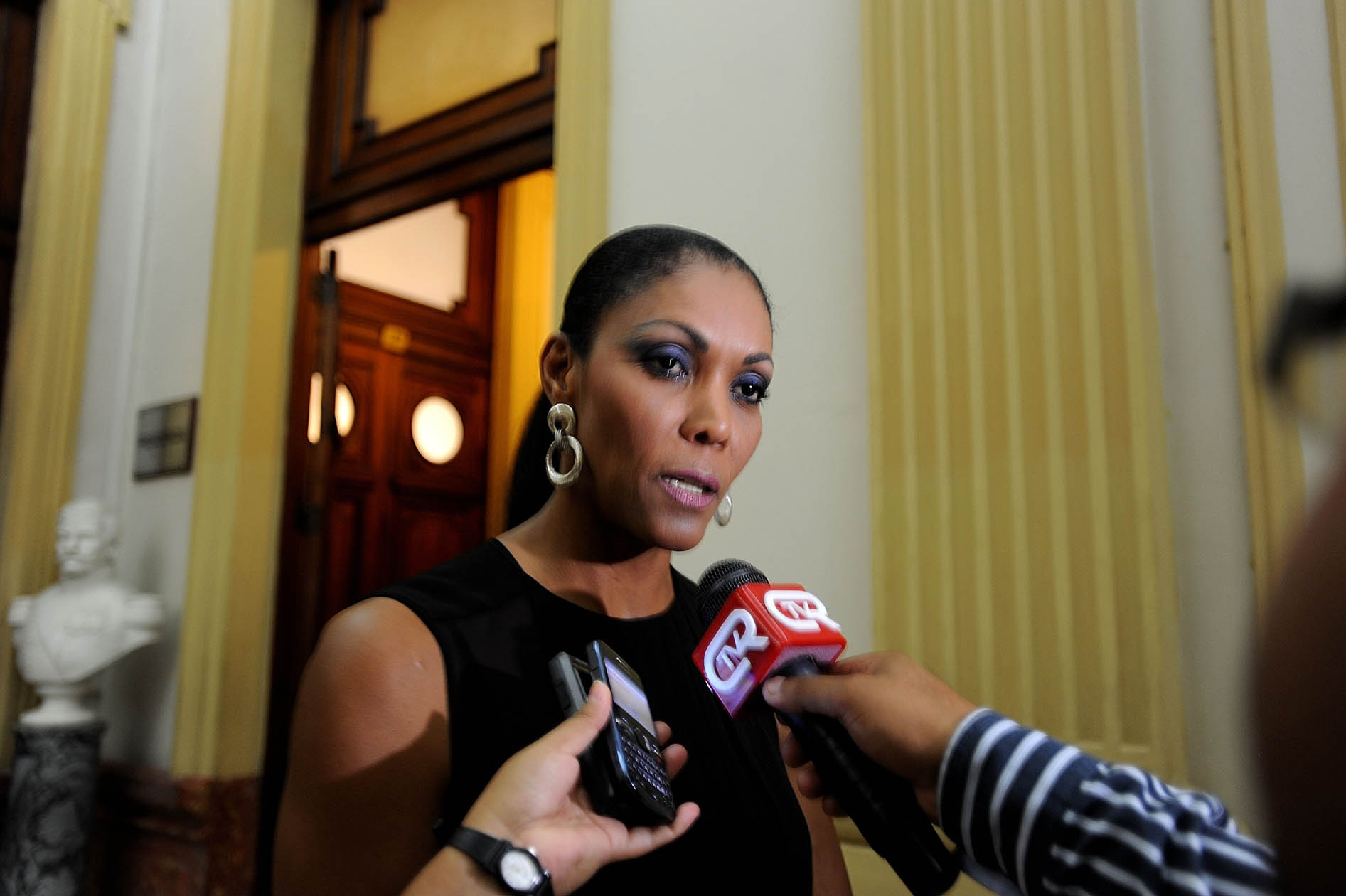
Uribe declarando a la prensa desde el Congreso de la República en febrero de 2012.

- 1985: 5.º puesto Copa del Mundo Japón
- 1986: 3.er puesto Campeonato Mundial Checoslovaquia
- 1987: Subcampeona Panamericano Indianápolis
- 1987: Campeona Sudamericano Montevideo
- 1987: Campeona Copa Japón
- 1988: Subcampeona Olimpiadas de Seúl
- 1988: 3.er puesto Top Four
- 1989: Campeona Sudamericano Curitiba
- 1989: 5.º puesto Copa del Mundo Japón
- 1990: 6.º puesto Campeonato Mundial China

A nivel juvenil
- 1981: Subcampeona Mundial Juvenil México
- 1982: Campeona Sudamericano juvenil Santa Fe
- 1984: Subcampeona Sudamericano juvenil Iquitos
- 1985: 8.º puesto Mundial Juvenil Italia

A nivel menores
- 1980: Campeona Sudamericano de menores Sao Paulo
- 1982: Subcampeona Sudamericano de menores Asunción

## Trayectoria política

### Congresista de la República
Participó en las elecciones parlamentarias de 2006 como candidata al Congreso de la República por la alianza entre Unión por el Perú y el Partido Nacionalista Peruano liderados por Ollanta Humala. Uribe resultó elegida como congresista de la república para el periodo parlamentario 2006-2011 y luego reelegida por la alianza Gana Perú para el periodo parlamentario 2011-2016.
A inicios del año 2014, fue acusada de querer beneficiar a una empresa privada de publicidad, Punto Visual, aprovechando su cargo y sus contactos en instituciones públicas. La denuncia la realizó el docente Lizandro Quispe, exdirector del Colegio Nacional Alfonso Ugarte. En febrero de 2014, la Fiscalía de la Nación abrió una investigación en su contra por presunto tráfico de influencias. La cual fue finalmente archivada, en mayo de 2014, por el fiscal José Peláez Bardales, quien manifestó: «Al no encontrar responsabilidad de la congresista se decidió archivar el caso». Asimismo, la Comisión de Ética del Congreso decidió archivar por mayoría de votos el preinforme final que recomendaba «suspender por ciento veinte días a Uribe». Hecho que provocó la renuncia del presidente de dicha comisión, Humberto Lay, por considerar que se había «blindado» a la congresista. El 18 de junio y tras muchos cuestionamientos, el pleno del Congreso decidió, por mayoría de votos, suspender a la congresista por ciento veinte días sin goce de haberes.